# تکنسین برق
تکنسین برق (به انگلیسی: Electrical technologist)، فنی کاری است که موظف است تئوری برق را در محل کار اعمال کند. دانش و مهارت آنها بین مهندسان برق و برقکار حرفه ای است. در آمریکای شمالی این افراد در برنامه های دیپلم سه ساله ای در کالج ها یا دانشگاه ها آموزش می بینند.
تخصص های این رشته شامل ابزار دقیق، برق، مخابرات،برنامه نویسی و کنترل های الکترونیکی است. تکنسین های برق توسط شرکت‌های آب و برق، شرکت‌های طراحی/طراحی مهندسی، صنعت و شرکت‌های ساختمانی استخدام می‌شوند.